# Бук-М2
9K317 Бук-M2 (НАТО класификација SA-17 Grizzly) је серија руских ракетних система средњег домета типа земља—ваздух, које производи руски концерн Алмаз-Антеј.Осмишљен ради заштите од авионских и крстарећих ракета за потребе модернизације руске ПВО, како би заменио старије верзије совјетских и руских система Бук система попут: Бук-1 (1979),Бук-М1 (1983),Бук-М1-М2 (1998). Приказан је на војној паради поводом дана победе над фашизмом у Москви 9. маја 2017, као један од основних против-ваздушних снага.
Може бити на гусеничној платформи али и постоје верзије и са точкастом платформом, извозна верзија је Бук-М2Е, постоје сличне верзије попут белоруске модернизоване верзије Бук-МБ.Касније је овај систем искоришћен за израду новог и напреднијег Бук-М3.

## Карактеристике
- Проценат поготка хеликоптера или авиона износи: 0,95 од 1.
- Проценат поготка балистичке ракете износи: 0,75 од 1.
- Време реаговања је око 15 секунди.
- Максимални домет по даљини је од: 2,5 km до 45 km (50 km уз одређене модификације)
- Максимални домет по висини је до 25 km.

### Карактеристике у односу на претходни систем Бук-М1-М2
- Повећан вероватноћа поготка хеликоптера и авиона за: 0,05.
- Повећана вероватноћа поготка балистичких ракета за: 0,08.
- Време реаговања је смањено за око 5 секунди.
- Максимални домет по даљини је повећан за око 3 km до 8 km.
- Максимални домет по висини је повећан за око 3 km.
- Уграђена је нова заштита против електронског ометања.

## Корисници:
- Русија - Поседује непознат број система као и подверзије Бук-М2.
- Алжир - 48 система Бук-М2Е.
- Јерменија - Непозната број система испоручен 2016.
- Белорусија- М2, и своју верзију Бук-МБ.
- Венецуела - 12 Бук-М2Е
- Сирија -18 Бук-М2 испоручени 2011.
- Азербејџан - Непознат број система.Углавном модернизовани у Белорусији на стандард Бук-МБ са ракетама 9М317.

### Потенцијални и будући корисници:
- Србија - Изразила жељу за куповину два дивизиона белоруских Бук-М1 који би се касније модернизовали на стандард Бук-МБ, такође могућа је куповина руских Бук-М2.